# Design Patterns (книга)
«Design Patterns: Elements of Reusable Object-Oriented Software» («Шаблони проєктування: Елементи повторно використовуваного об'єктно-орієнтованого програмного забезпечення») — книга 1994 року з програмної інженерії, в якій запропоновані і описані архітектурні рішення деяких частих проблем у проєктуванні ПЗ. Автори книги: Еріх Ґамма (англ. Erich Gamma), Річард Гелм (англ. Richard Helm), Ральф Джонсон (англ. Ralph Johnson), Джон Вліссідес (англ. John Vlissides). Колектив авторів також відомий як «Банда чотирьох» (англ. Gang of Four; GoF). Автор передмови Граді Буч.
Книга складається з двох частин, в перших двох розділах розповідається про можливості та недоліки об'єктно-орієнтованого програмування, а в другій частині описані 23 типових шаблони проєктування, які стали класичними. Приклади програм написані на мовах програмування C++ і Smalltalk.

## Патерни
Описані в книзі шаблони проєктування (патерни)
- Твірні шаблони проєктування
  - Abstract Factory — Абстрактна фабрика
  - Builder — Будівельник
  - Factory Method — Фабричний метод
  - Prototype — Прототип
  - Singleton — Одинак
- Структурні шаблони проєктування
  - Adapter — Адаптер
  - Bridge — Міст
  - Composite — Компонувальник
  - Decorator — Декоратор
  - Facade — Фасад
  - Flyweight — Легковаговик
  - Proxy — Замісник
- Поведінкові шаблони проєктування
  - Chain of responsibility — Ланцюжок обов'язків
  - Command — Команда
  - Interpreter — Інтерпретатор
  - Iterator — Ітератор
  - Mediator — Посредник
  - Memento — Знімок
  - Observer — Спостерігач
  - State — Стан
  - Strategy — Стратегія
  - Template method — Шаблонний метод
  - Visitor — Відвідувач